# Sorbeoconcha
Sorbeoconcha (Latijn sorbeo = opzuigen, intrekken) is een clade van slakken binnen de Caenogastropoda.
Bij de dieren uit deze clade wordt het ademwater vaak gericht de mantelholte ingezogen, door een speciale, tot een sipho gevormde plooi in de mantelrand.  Omdat deze geïnhaleerde wateterstroom daarbij zintuigcellen passeert, is ook een chemischee controle van het water mogelijk.

## Taxonomie
De clade is als volgt ingedeeld:
- Familie Acanthonematidae  † Wenz, 1938
- Familie Canterburyellidae  † Bandel, Gründel &  Maxwell, 2000
- Superfamilie Cerithioidea
- Superfamilie Campaniloidea
- Clade Neogastropoda

### Indeling volgens WoRMS
- Superorde Cerithiimorpha
  - Familie Canterburyellidae Bandel, Gründel & Maxwell, 2000 †
  - Familie Cassiopidae Beurlen, 1967 †
  - Familie Cryptaulacidae Gründel, 1976 †
- Superfamilie  † Pseudozygopleuroidea Knight, 1930
  - =  † Zygopleuroidea Wenz, 1938
  - Familie Goniospiridae Golikov & Starobogatov, 1987 †
  - Familie Pommerozygiidae Gründel, 1999 †
  - Familie Protorculidae Bandel, 1991 †
  - Familie Pseudozygopleuridae Knight, 1930 †
    - Cyclozygidae B. K. Likharev, 1970 †
    - Eoptychiidae Golikov & Starobogatov, 1987 †
    - Stephanozygidae Golikov & Starobogatov, 1987 †

  - Familie Zygopleuridae Wenz, 1938 †
- Familie Globocornidae Espinosa & Ortea, <small2010